# Bèuluec de Mar
Bèuluec de Mar (en francès Beaulieu-sur-Mer) és un municipi francès situat al departament dels Alps Marítims i a la regió de Provença – Alps – Costa Blava.

## Demografia
| 1962                                       | 1968  | 1975  | 1982  | 1990  | 1999  | 2006  | 2007  | 2008  |
| ------------------------------------------ | ----- | ----- | ----- | ----- | ----- | ----- | ----- | ----- |
|                                            | 4 050 | 4 273 | 4 302 | 4 013 | 3 675 | 3 714 | 3 720 | 3 742 |
| Des de 1962: població sense dobles comptes |       |       |       |       |       |       |       |       |

## Administració
| Període     | Identitat          | Partit |
| ----------- | ------------------ | ------ |
| 1891-\|1891 | Hippolyte Marinoni |        |
| 1891-1900   | François de May    |        |
| 1900-1904   | Eugène Gourdin     |        |
| 1904-1911   | Jean Bailet        |        |
| 1911-1919   | Albert Léglise     |        |
| 1919-1925   | Pascal Clais       |        |
| 1925-1927   | Albert Dubarry     |        |
| 1928-1940   | François de May    |        |
| 1940-1944   | Antonin Liberos    |        |
| 1944-1947   | Paul Dubech        |        |
| 1947        | Étienne Petit      |        |
| 1947-1959   | François de May    |        |
| 1959-1989   | Fernand Dunan      | UDF    |
| 1989-2001   | Christian Scolari  | RPR    |
| 2001-       | Roger Roux         | DVD    |

## Agermanaments
- Tempe (Arizona)